# L'Enfant (film, 2022)
Pour les articles homonymes, voir L'Enfant.
Pour plus de détails, voir Fiche technique et Distribution.
L'Enfant (portugais : A Criança) est un drame historique franco-portugais réalisé par Marguerite de Hillerin et Félix Dutilloy-Liégeois et sorti en 2022.

## Fiche technique
- Titre portugais : A Criança
- Titre original : L'Enfant
- Réalisation : Marguerite de Hillerin et Félix Dutilloy-Liégeois
- Scénario : Marguerite de Hillerin et Félix Dutilloy-Liégeois, d'après l'œuvre de Heinrich von Kleist
- Musique : Wladimir Schall
- Décors : Zé Branco
- Costumes : Lucha D'Orey
- Photographie : Mario Barroso
- Montage : Paulo Milhomens
- Production : Paulo Branco
- Sociétés de production : Alfama Films et Leopardo Filmes
- Société de distribution : Alfama Films
- Pays de production :  France et  Portugal
- Langues originales : français et portugais
- Format : couleur — 2,35:1
- Genre : drame historique
- Durée : 109 minutes
- Dates de sortie :
  - Pays-Bas : 26 janvier 2022 (Rotterdam)
  - Portugal : 10 février 2022
  - France : 20 avril 2022

## Distribution
- Grégory Gadebois : Pierre
- Loïc Corbery : Jacques
- João Luís Arrais : Bela
- Maria João Pinho : Maria
- Inês Pires Tavares : Rosa
- Alba Baptista : Branca
- Albano Jerónimo : Afonso
- Ulysse Dutilloy-Liégeois : Fernando